# Šen-čou 16
Šen-čou 16 (čínsky 神舟十六号; doslova „Božská loď číslo šestnáct“) byl jedenáctý čínský pilotovaný vesmírný let v programu Šen-čou. Současně šlo o pátou misi určenou k dopravě tří kosmonautů na čínskou Vesmírnou stanici Tchien-kung (TSS) a o první čínskou misi, v jejíž posádce byl civilista. Začala startem 30. května 2023 a skončila přistáním 31. října 2023.

## Posádka
Den před plánovaným startem bylo zveřejněno složení posádky:
Hlavní posádka:
- Ťing Chaj-pcheng (4), velitel, CMSA
- Ču Jang-ču (1), palubní inženýr, CMSA
- Kuej Chaj-čchao (1), specialista pro užitečné zatížení, CMSA

(v závorkách je uveden celkový počet letů do vesmíru včetně této mise)
Kuej Chaj-čchao je v občanském životě vysokoškolským učitelem a je tak historicky prvním Číňanem, který vzlétl do vesmíru a přitom nebyl vojákem Čínské lidové osvobozenecké armády. 
Velitel Ťing se tímto svým letem stal prvním čínským kosmonautem, který se do vesmíru podíval celkem čtyřikrát.

## Šen-čou a Čchang-čeng 2F
Kosmickou loď Šen-čou vyvíjela v několika etapách od 80. let 20. století, ale hlavním impulsem se v roce 1995 stalo zakoupení ruské technologie pro pilotované kosmické lety. Po něm Čína vytvořila několik prototypů, v letech 1999 až 2002 vypustila čtyři testovací lodě a od roku 2003 sbírá zkušenosti s lety s posádkou. Od roku 2021 lodě Šen-čou dopravují čínské kosmonauty na Vesmírnou stanici Tchien-kung.
Loď o celkové délce 8,86 metru a maximálním průměru 2,8 metru dosahuje vzletové hmotnosti 7 790 kg. Skládá se ze tří částí: válcového hermetizovaného orbitálního modulu s vnitřním objemem 8 m3, hermetizovaného návratového modulu oble-kuželovitého tvaru o výšce 2,5 m, maximálním průměru 2,5 m a s vnitřním prostorem o objemu 6 m3, a válcového nehermetizovaného pohonného modulu nesoucího hlavní korekční a brzdicí motor a 24 trysek pro orientaci a stabilizaci lodi na dráze.
S lodí Šen-čou 16 spatřila světlo světa nová výrobní série šesti kusů lodi, na níž byla provedena různá vylepšení včetně moderní palubní desky a dosažen vyšší podíl domácího (čínského) hardwaru..
Řadu nosných raket Čchang-čeng (Dlouhý pochod) doprovází čínský kosmický program už od jeho prvního kosmického letu v roce 1970, vyvinuto přitom byl pro různé účely přes 20 verzí. Jednou z nich je i varianta 2F, která slouží k vynášení kosmických lodí Šen-čou na nízkou oběžnou dráhu kolem Země a v podvariantě 2F/G vynesla také dvě testovací vesmírné laboratoře Tchien-kung 1 a 2. Dvoustupňová raketa se čtyřmi přídavnými motory ve spodní části prvního stupně dosahuje výšky 62 m, nejvyšší průměr je 3,35 m bez přídavných motorů a 7,85 m s nimi. Startovní hmotnost je 464 tun.

## Průběh letu
Start z kosmodromu Ťiou-čchüan byl naplánován 30. května 2023 v 01:31 UTC. Loď se v souladu s plánem od rampy odlepila v 01:31:13 UTC a vydala se k Vesmírné stanici Tchien-kung, k níž se téhož dne v 08:29 UTC připojila přes spodní port jádrového modulu Tchien-che. Přilétající trojice se tak mohla o dvě hodiny později setkat s dosavadní posádkou stanice, kterou na ni koncem listopadu 2022 dopravila loď Šen-čou 15. Společně s 11 astronauty a kosmonauty, kteří v tu chvíli pobývali na ISS (nebo se chystali z ní téhož dne odletět), tak bylo poprvé v historii na oběžné dráze současně celkem 17 osob. Tím byl překonán dosud platný rekordní počet 14 osob.
Když tři kosmonauti ze Šen-čou 15 se svou lodí počátkem června 2023 z TSS odletěli, budou Ťing, Ču a Kuej pokračovat v zabydlování nových laboratorních modulů Wen-tchien a Meng-tchien připojených v roce 2022 k jádrovému modulu Tchien-che a ve vědeckém programu. Jejich návrat na Zemi se původně předpokládal v prosinci 2023, po příletu následující, již 6. dlouhodobé posádky v lodi Šen-čou 17. Ta však nakonec poněkud překvapivě přiletěla již o měsíc dříve, 26. října 2023, a CNSA oznámil, že Šen-čou 16 také přistane dříve. Stalo se tak 00:11:31. října 2023 v 00:11:32 UTC v přistávací oblasti Dongfeng v čínské autonomní oblasti Vnitřní Mongolsko, poté, co se loď ve 12:37 UTC předchozího dne odpojila od stanice.